# Emilie Bragstad
Emilie Bragstad (Derby; 16 de diciembre de 2001) es una futbolista noruega nacida en Inglaterra. Juega como defensora en el Bayer Leverkusen de la Bundesliga Femenina de Alemania y en la selección de Noruega. A sus 18 años, la UEFA la incluyó en su lista de 10 futbolistas promesas en 2020.

## Trayectoria
En su juventud, Bragstad jugó para el Trond y luego el Strindheim antes de unirse al Trondheims-Ørn (luego llamado Rosenborg) en 2017, debutando con el primer equipo en octubre de 2017 en un empate a cero ante el IL Sandviken como suplente. En la temporada 2018 disputó 19 partidos de liga y marcó en la fecha 15 en un empate 3-3 contra el Kolbotn IL, su primero de dos goles en la máxima categoría aquel año. De 2019 a 2022 firmó otros 8 goles en 57 partidos de liga. También disputó 11 partidos de copa con el primer equipo, en los que marcó un gol.
Con el Rosenborg fue subcampeona invicta de la Toppserien en 2020, cuando la defensora jugó un papel decisivo para el equipo esa temporada. Al año siguiente repitió otro subcampeonato y fue nominada a Jugadora Joven del Año en la liga.
En enero de 2022, cuando Bragstad tenía 20 años y ya había transitado 5 temporadas en la máxima categoría noruega, se formalizó su contrato hasta junio de 2025 con el Bayern Múnich que venía de ganar la Bundesliga 2020-21. Sin embargo, decidió quedarse en calidad de préstamo en el Rosenborg hasta el verano de 2022 ya que quería formar parte de la selección de Noruega durante la Eurocopa 2022, y para lograrlo era importante jugar suficientes partidos durante la primavera. Finalmente debutó con las Bávaras en la tercera fecha de la Bundesliga Femenina 2022-23, una victoria por 4-0 ante el MSV Duisburg y entrando como substituta de Glódís Viggósdóttir en el minuto 83.

## Selección nacional

### Categorías menores
Bragstad ha transitado por las categorías sub-15, sub-16, sub-17, sub-19 y sub-23 de Noruega.
Pisó el césped internacional por primera vez el 16 de noviembre de 2016, siendo parte del combinado sub-15 que cayó por 2-1 ante Inglaterra. En 2017 se la vio disputar 12 partidos con la sub-16 noruega, por primera vez el 13 de enero en Florencia en una victoria por 5-0 sobre Italia. Ante esta selección marcó su primer gol internacional dos días después cuando las noruegas se impusieron por 3-0. En la sub-17 firmó otro gol mientras que en la sub-19 su cuenta personal fue de 5 tantos, incluyendo los 3 goles que la joven de 17 años gritó en el Campeonato Europeo Sub-19 de 2019. También hizo presencia en el combinado sub-23 el 8 de abril de 2022 en el triunfo amistoso por 4-2 ante Portugal.

### Selección mayor
En septiembre de 2020, recibió su primer llamado a la selección mayor de Noruega, pero una lesión en la rodilla la obligó a dar un paso al costado. Tras varias convocatorias, debutó finalmente en un 10-0 que su país le propinó a Armenia el 16 de septiembre de 2021 en el marco de la Clasificación para la Copa Mundial de 2023.

## Estilo de juego
Bragstad suele jugar en defensa, pero también se la vio como delantera en la sub-19 de Noruega, así como mediocampista central y extremo en otras situaciones. Según ella, esto la ha convertido en una central que tiene más protagonismo en el juego. Martin Sjögren, exentrenador del combinado noruego, agrega que tiene buena visión general y destaca en el uno a uno. El jurado que la nominó a la Jugadora Joven del Año en 2021, coincide en que tiene buena técnica, es capaz de adelantarse en el campo con el balón y muchas veces sale ganadora en los duelos aéreos. Llegan a la conclusión de que tiene todos los requisitos para convertirse en una de las mejores centrales del mundo.

## Estadísticas

### Clubes
| Club                      | País     | Año             |
| ------------------------- | -------- | --------------- |
| Rosenborg                 | Noruega  | 2017 - 2021     |
| Bayern Múnich             | Alemania | 2022            |
| Rosenborg (cedida)        | Noruega  | 2022            |
| Bayern Múnich             | Alemania | 2022 - 2023     |
| Bayer Leverkusen (cedida) | Alemania | 2023 - presente |